# ثمن أصلي
الثمن الأصليّ أو سعر التكلفة في أنظمة البيع بالتجزئة يمثل القيمة المحددة التي تمثل سعر الوحدة المشتراة. تُستخدم هذه القيمة عاملًا رئيسًا في تحديد الربح وتستخدم في بعض نظريات سوق الأوراق المالية في تحديد قيمة المخزون .